# Mohamed Bayram IV
Pour les articles homonymes, voir Famille Bayram et Bayram.
Mohamed Bayram IV, né le 26 août 1805 à Tunis et mort le 5 novembre 1861 à Tunis, est un religieux et ouléma tunisien. Il est le fils du savant Mohamed Bayram.

## Biographie
Né dans une famille notable, il enseigne déjà à l'âge de 18 ans à la médersa El Unqiya et à la médersa El Bachia. Puis il devient mufti et nakib al achraf (c'est-à-dire chef honorifique des descendants du prophète dans la régence de Tunis) après la mort de son père en 1843, ceci du fait que sa grand-mère paternelle est une descendante du prophète. Il est nommé Cheikh El Islam sous le règne d'Ahmed Ier Bey et devient imam de la mosquée Saheb Ettabaâ,.
La proximité de Bayram avec le prince héritier Mohammed le fait devenir son conseiller et, quand ce dernier accède au trône, il épouse sa sœur. De par cette proximité, Bayram devient l'un des principaux responsables sur le plan religieux et le bey ne prend que son avis ; il le conseille notamment sur les dispositifs de gestion administrative et des questions judiciaires et politiques. Son avis, préféré parmi ceux de l'élite scientifique et administrative du pays, est alors connu pour sa justice et son équité. Il est aussi le principal acteur du clan conservateur qui se forme autour du bey.
Bayram est aussi un écrivain et un poète ; c'est pour cela qu'il est retenu par Mohammed Bey pour répondre aux messages de félicitations qu'il reçoit sous forme de poésies et de prose.

## Famille
Il épouse la fille de Mahmoud Boukhris, un secrétaire beylical et ambassadeur. Son neveu est le savant théologien et réformateur Mohamed Bayram V.